# Faraba (Kati)
Pour les articles homonymes, voir Faraba.
Faraba (ou Tiakadougou-Faraba) est une localité et une commune rurale du Mali, chef-lieu d'arrondissement  dans le cercle de Ouélessébougou et la région de Bougouni.

## Histoire
Lors de la réforme administrative de 2023, la commune appartenant au cercle de Kati et la région de Koulikoro, est versée dans le cercle de Ouélessébougou dans la région de Bougouni instaurée depuis 2012.

## Villages
La commune s'étend sur 11 localités relevées lors du recensement général de 2009. 
Les villages les plus peuplés sont :
- Faraba (4 804 habitants)
- Tiémogola (1 276 habitants)
- Sankama (1 255 habitants)

## Enseignement
Les écoles de la commune relèvent du centre d'animantion pédagogique de Ouélessébougou et de l'académie d'enseignement de Kalabancoro.